# コリスチン
コリスチン（別名 ポリミキシンE、英: colistin）は、7つのアミノ酸からなる環状ペプチド系抗生物質。商品名オルドレブ点滴静注用、コリマイシン散(ポーラファルマ製造販売)。
塩基性の陽イオン性界面活性剤であり、細胞質膜を傷害することにより殺菌的に作用する。グラム陰性菌に対して優れた抗菌作用を示し、緑膿菌感染症や細菌性赤痢に対して有効。腎毒性、神経毒性が強いが、多剤耐性グラム陰性桿菌に対する最終手段として用いられる。点滴静注用製剤が2015年3月に日本で承認された。

## 歴史
コリスチンは、1950年にライオン製薬（現ポーラファルマ）の小林細菌研究所の小山康夫、黒沢秋雄らによって、福島県掛田町の土壌中の芽胞桿菌Bacillus polymyxa var. colistinus が産生する物質から発見された。日本では1951年に硫酸塩（硫酸コリスチン）が医薬品として発売され、1960年にはコリスチン誘導体ナトリウム塩のコリスチンメタンスルホン酸ナトリウムが発売された。また、米・ワーナー・ランバート（現ファイザー）に輸出されるなど、米国を始め海外でも医薬品として発売され使用された。コリスチンは1960年代から1970年代にかけて用いられたが、副作用の頻度が高いこと、他により安全性が高い抗菌薬が開発されたことなどにより、その後日本では使用されなくなった。2015年、多剤耐性を有するグラム陰性菌に対する抗生物質として見直され、改めて希少疾病用医薬品として承認された。
近年、コリスチンは多剤耐性緑膿菌（MDRP）などの多剤耐性グラム陰性桿菌感染症に比較的有効な貴重な治療薬の一つとして欧米で見直されており、日本でも2010年10月に厚生労働省の薬事・食品衛生審議会が多剤耐性菌への使用に限り許可する方針を固めるなど見直しが始まっている。
2015年、コリスチン耐性を持つ細菌が発見された。

## 薬効薬理
- 抗菌作用
  - コリスチンは、グラム陰性桿菌に対して殺菌的に作用する。

| 菌種   | コリスチン感受性          |
| ------ | ------------------------- |
| 緑膿菌 | 3.13μg/mLで約71％発育抑制 |
| 大腸菌 | 1.56μg/mLで100％発育抑制  |
| 赤痢菌 | 1.56μg/mLで100％発育抑制  |

- 薬剤耐性
  - 耐性を獲得し難く、他種抗生物質との間には交叉耐性がないため他種抗生物質耐性菌にも有効である。
- 作用機序
  - グラム陰性細菌の細胞質膜の障害である。（グラム陽性細菌の細胞質膜には効果が期待できない）

## 効能・効果
- オルドレブ
  - 〈適応菌種〉コリスチンに感性の大腸菌、シトロバクター属、クレブシエラ属、エンテロバクター属、緑膿菌、アシネトバクター属で、他の抗菌薬に耐性の菌株[5]。
  - 〈適応症〉各種感染症。
- コリマイシン[6]
  - ＜適応菌種＞ コリスチンに感性の大腸菌、赤痢菌
  - ＜適応症＞ 感染性腸炎

## 副作用
治験で認められた副作用は、腎機能障害が21%で神経系障害が2%であった。
重大とされている副作用は、腎不全、腎機能障害、呼吸窮迫、無呼吸、偽膜性大腸炎である。

## 薬剤耐性
コリスチンは主に動物に使用され、動物用医薬品のほか、家畜の成長などを目的として飼料に混ぜて与える飼料添加物として使用されている。しかし2015年以降、主に豚へのコリスチン乱用で、コリスチンに耐性のある大腸菌が豚や人で見つかり、コリスチンすら効かない耐性菌が現れる懸念が広がっていった。現在では、中国、オーストラリア、マレーシアなどの国が、コリスチンを成長目的で飼料添加することを禁止している。また、バングラデシュ、スリランカ、タイ、インドネシア、ベトナム、シンガポール、および欧州連合（EU）などの国が、コリスチンを含め成長目的で抗生剤を飼料添加することを禁止している。日本国内では、2018年7月1日から家畜へのコリスチン含有飼料使用が禁止となり、使用した場合、飼料安全法違反となる。
しかしながらペルーでは2019年にコリスチンを含む動物用製品の輸入、製造、販売を禁止したにもかかわらず、2022に公表された市場調査では、小売業者から採取した鶏肉サンプルで76％でコリスチン耐性株が検出されている。